# Oude Molen (Wuustwezel)
De Oude Molen is een windmolenrestant in de Antwerpse plaats Wuustwezel, gelegen aan Baan 2.
Het is een ronde stenen molen van het type beltmolen, die fungeerde als korenmolen.

## Geschiedenis
In 1277 zou er al een standerdmolen op deze plaats hebben bestaan. Tijdens de godsdiensttwisten werd de molen, omstreeks 1580, verwoest en in 1624 was er al een herbouwde molen. In 1790 werd de molen opnieuw herbouwd. In 1827 was er bij de molen ook een rosoliemolen geïnstalleerd.
In 1932 werden het wiekenkruis en de kap van de molen verwijderd, zodat slechts een molenromp overbleef. Het maalbedrijf geschiedde sindsdien uitsluitend machinaal.